# Canal de Castela

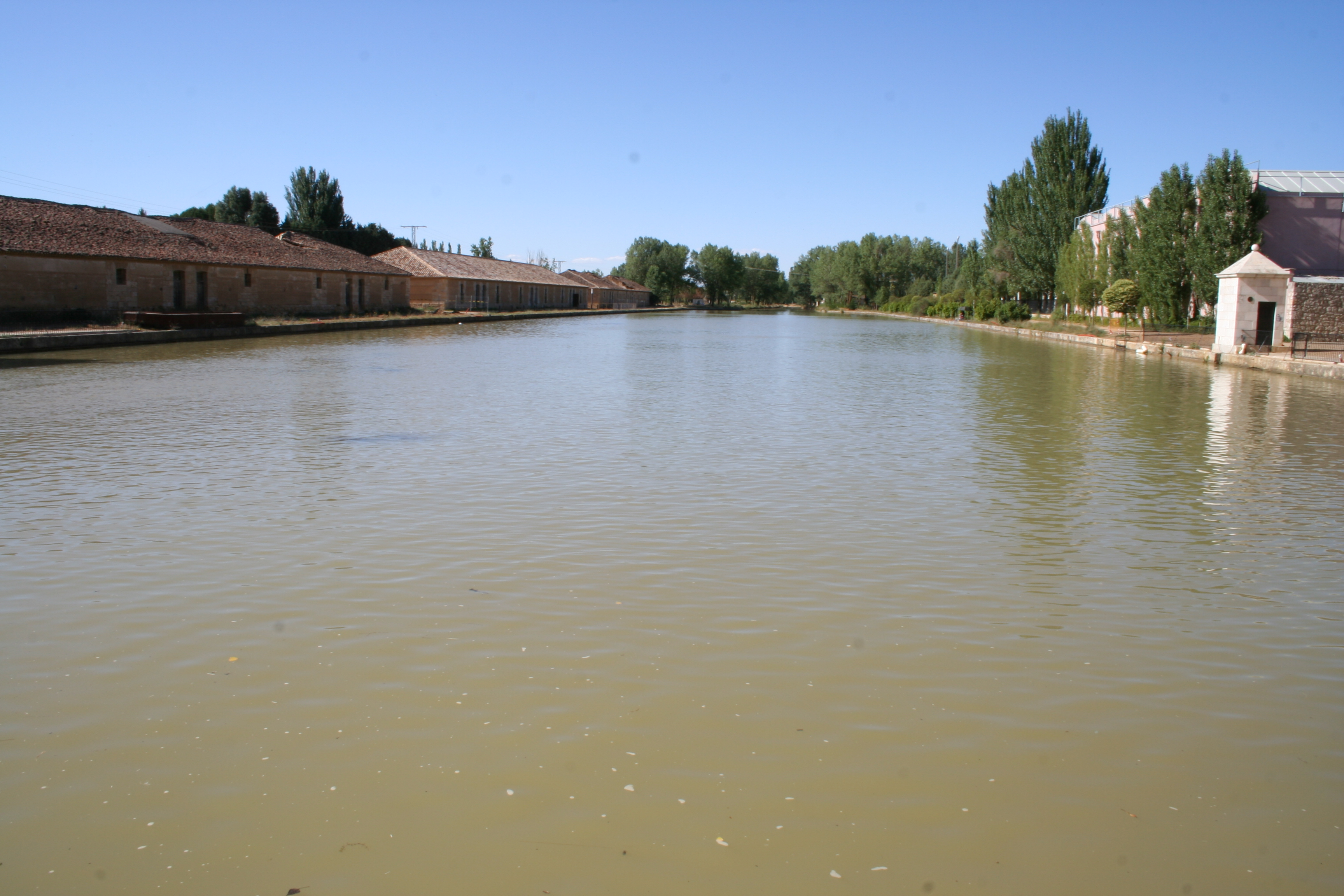
Cais de embarque do Canal de Castela em Medina de Rioseco

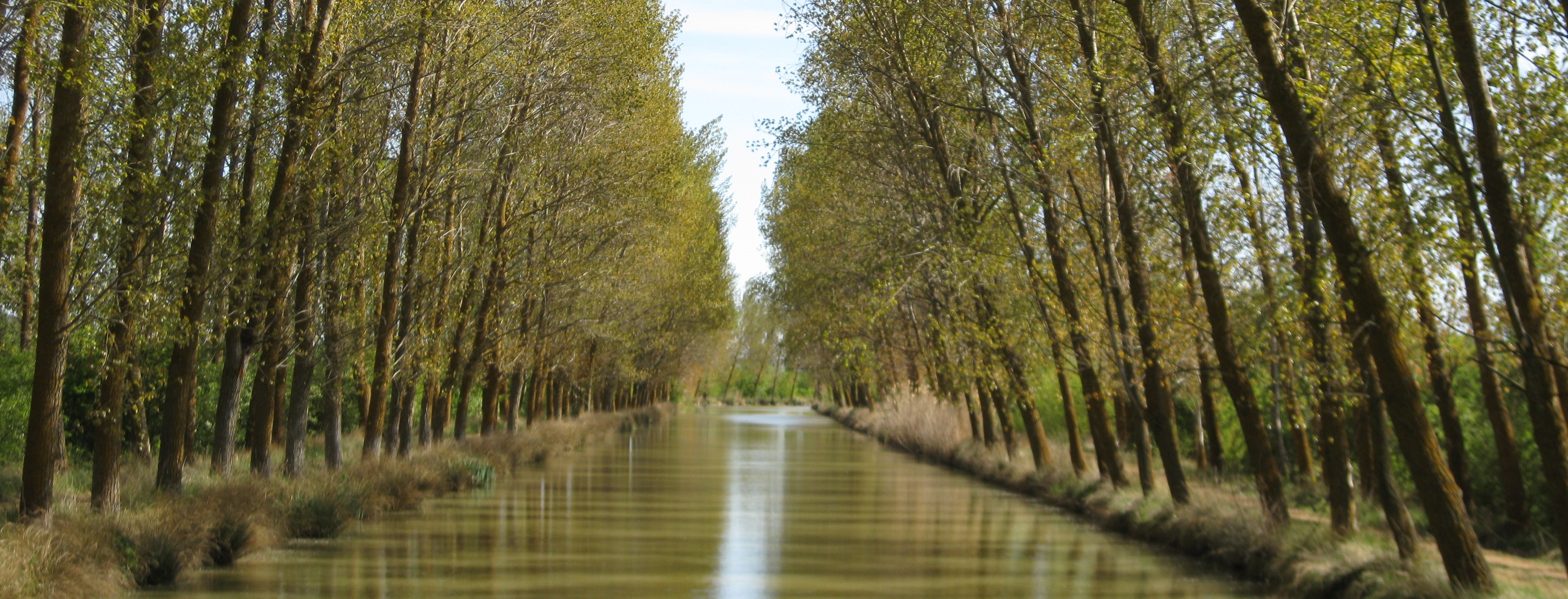
Ramal de Campos do Canal de Castela (Medina de Rioseco).

O Canal de Castela é uma das mais importantes obras de engenharia hidráulica realizadas entre meados do século XVIII e o primeiro terço do século XIX. O canal situa-se na bacia hidrográfica do rio Douro e atravessa parte das províncias de Burgos, Palencia e Valladolid na Comunidade de Castilla y León (Espanha). Foi construído para facilitar o transporte do trigo de Castela para os portos do norte da Península Ibérica. Porém, com a chegada do caminho-de-ferro a Valladolid entra rapidamente em declínio.
O Canal tem a forma de um Y invertido, que num percurso de 207 km une as localidades de Alar del Rey (Palencia), na origem do ramal Norte, com Valladolid, no final do ramal Sul, e com Medina de Rioseco, no final do ramal de Campos.
Em Calahorra de Ribas, o Canal cruza o rio Carrión por meio de uma ponte-canal, e em Serrón, em Grijota, separam-se os ramais de Campos e Sul.